# Marcus & Martinus
Marcus i Martinus Gunnarsen (21 de febrer de 2002 a Elverum, Noruega) són dos germans bessons que conformen un duet musical. Se'ls coneix com a M&M. Viuen a Trofors, petit poble d'uns nou-cents habitants al nord de Noruega. Llur germana petita Emma també ha començat una carrera musical a Instagram.
Amb prou feines tenien deu anys quan van debutar el setembre del 2012 en guanyar el concurs de talents Melodi Grand Prix Junior 2012. La cançó premiada «To dråper vann» (Dos gotes d'aigua) va arribar al número 8 a les llistes de Noruega.
El 2015 van treure el seu primer disc en noruec anomenat «Hei» (Bon dia). El disc va ser el més venut a Noruega. Les millors cançons de l'àlbum van ser «Plystre pa deg», «Elektrisk» i «Ei som deg», aquestes tres cançons van arribar molt a munt de les llistes.
Al 2016 van treure unes poques cançons com ara «Girls» (número 1 a Noruega), «Heartbeat», «I don't wanna fall in love» i «Light it up». Que amb més altres cançons que van sortir després van formar part del segon àlbum que va ser en anglès anomenat» Together». Van presentar «Without you» i «Bae» al concert a l'ocasió del Premi Nobel de la pau. En aquest ocasió van dir: «Si tothom parés una mica de mirar el seu telèfon mòbil i es preocupés l'un per l'altre, podria haver-hi més pau al món». Poc després van organitzar una gira per Europa anomenada Together Tour.
A partir del 2017 es van llençar un seguit de cançons «Like It Like It», «First Kiss»«Dance With You», «Make You Believe In Love» i «One Flight Away» després de la fama de les noves cançons van anunciar un nou àlbum Moments i seguit per una gira europea Moments Tour.
Al 28 de setembre de 2018 van fer un primer concert a Catalunya, a la sala Bikini, on van cantar per primer cop la nova cançó «Invited» i hi van tornar el 17 d'octubre per fer de teloners de Jason Derulo al Sant Jordi club. El 2020 van signar un contracte amb Universal Music.
Són considerats un fenomen musical als països nòrdics. Al començament cantaven només en noruec, però per a raons comercials també canten en anglès.
Han fet cançons en col·laborar amb estrelles com Peter Katastrofe i com Madcon, Samanta J. Silentó i Omi.

## Discografia
- Hei (2015)
- Together (2016)
- Moments (2017)
- Soon (2019)

## Filmografia
- Sammen om drommen (2017), documental
- MMnews (2016), 8 episodis de notícies per a la televisió
- Marcus&Martinus (2018), 6 episodis documentals per a la televisió